# Alfred Saker

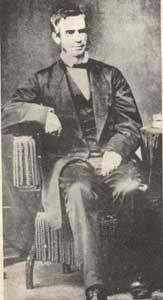
Alfred Saker.

Alfred Saker (ur. 21 lipca 1814 w Wrotham  – zm. 12 marca 1880 w Peckham) – brytyjski misjonarz baptystyczny.
W 1845 roku przybył po raz pierwszy do afrykańskiego miasta Duala. W roku 1858 przyjechał powtórnie z Josephem Merrickiem i grupą niewolników, zakupił grunt od króla Williama Bimbiai. Ta niewielka grupa zbudowała szkołę, kościół i inne budynki na potrzeby misji. Zmagali się z problemami zdrowotnymi i niechęcią miejscowej ludności. Budowali kościoły, przychodnie i ośrodki opiekuńcze. Szkolili pastorów, krawców, szewców, murarzy, stolarzy.
Saker założył miasto Limbé (jako Victoria) w 1858 roku. W latach 1862–1872 przetłumaczył Biblię na język duala. Starał się nakłonić rząd Wielkiej Brytanii do uczynienia z okolic założonego przez siebie miasta kolonii brytyjskiej.